# Пеушешть-Меглаші
Пеушешть-Меглаші, Пеушешті-Меглаші (рум. Păușești-Măglași) — село у повіті Вилча в Румунії. Входить до складу комуни Пеушешть-Меглаші.
Село розташоване на відстані 166 км на північний захід від Бухареста, 11 км на північний захід від Римніку-Вилчі, 98 км на північ від Крайови, 120 км на південний захід від Брашова.

## Населення
За даними перепису населення 2002 року у селі проживала 761 особа.
Національний склад населення села:
| Національність | Кількість осіб | Відсоток |
| -------------- | -------------- | -------- |
| румуни         | 749            | 98,4%    |
| цигани         | 12             | 1,6%     |

Рідною мовою назвали:
| Мова      | Кількість осіб | Відсоток |
| --------- | -------------- | -------- |
| румунська | 749            | 98,4%    |
| циганська | 12             | 1,6%     |